# Charles Philippe Dieussart

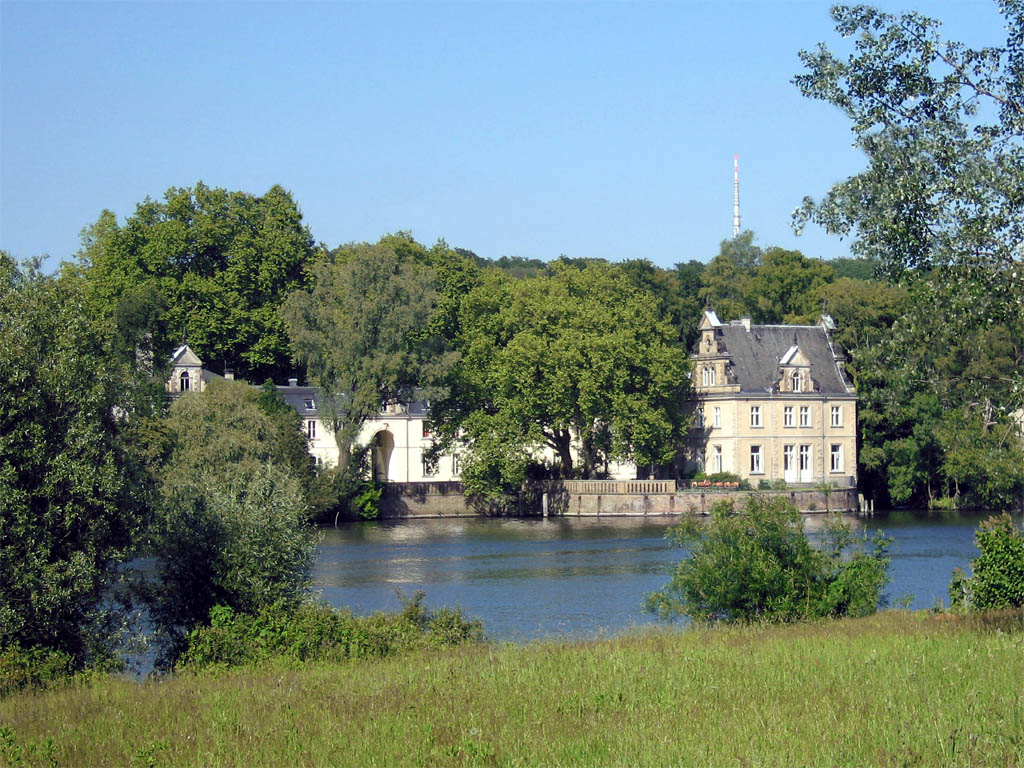
Le pavillon de chasse de Glienicke.

Charles Philippe Dieussart (1625-1696) est un architecte et sculpteur néerlandais d'origine française huguenote. Il travailla essentiellement en Saint-Empire.
Charles Philippe Dieussart descendait d'une famille de huguenots français qui avaient immigré en Hollande.
En 1657, il est entré au service du duc Gustave-Adolphe de Mecklembourg-Güstrow. À la même époque il écrit un ouvrage sur l'architecture théâtrale "Theatrum architecturae civilis".
Sa première commande importante, a été le château Herrenhaus Rossewitz, le premier édifice baroque dans le Mecklembourg. Il réalisa le tombeau de Günther von Passow à cathédrale de Güstrow, ainsi que l'ancien château de Dargun dont les ruines sont toujours visibles.
Son œuvre maîtresse demeure le pavillon de chasse de Glienicke qui commença en 1682 sous Frédéric-Guillaume Ier de Brandebourg.
La fin de sa vie fut consacrée à Bayreuth où il travailla comme architecte de la Cour du margrave Christian II Ernest de Brandebourg-Bayreuth.